# Хресто-Воздвиженська церква (Нудиже)
Церква Воздвиження Чесного і Животворчого Хреста Господнього — постійно діючий православний (УПЦ) храм у селі Нудиже Любомльського району на Волині. Настоятель - прот.Михаїл Крючковський. Храм, побудований у 1868 році, є пам'яткою архітектури місцевого значення.

## Галерея

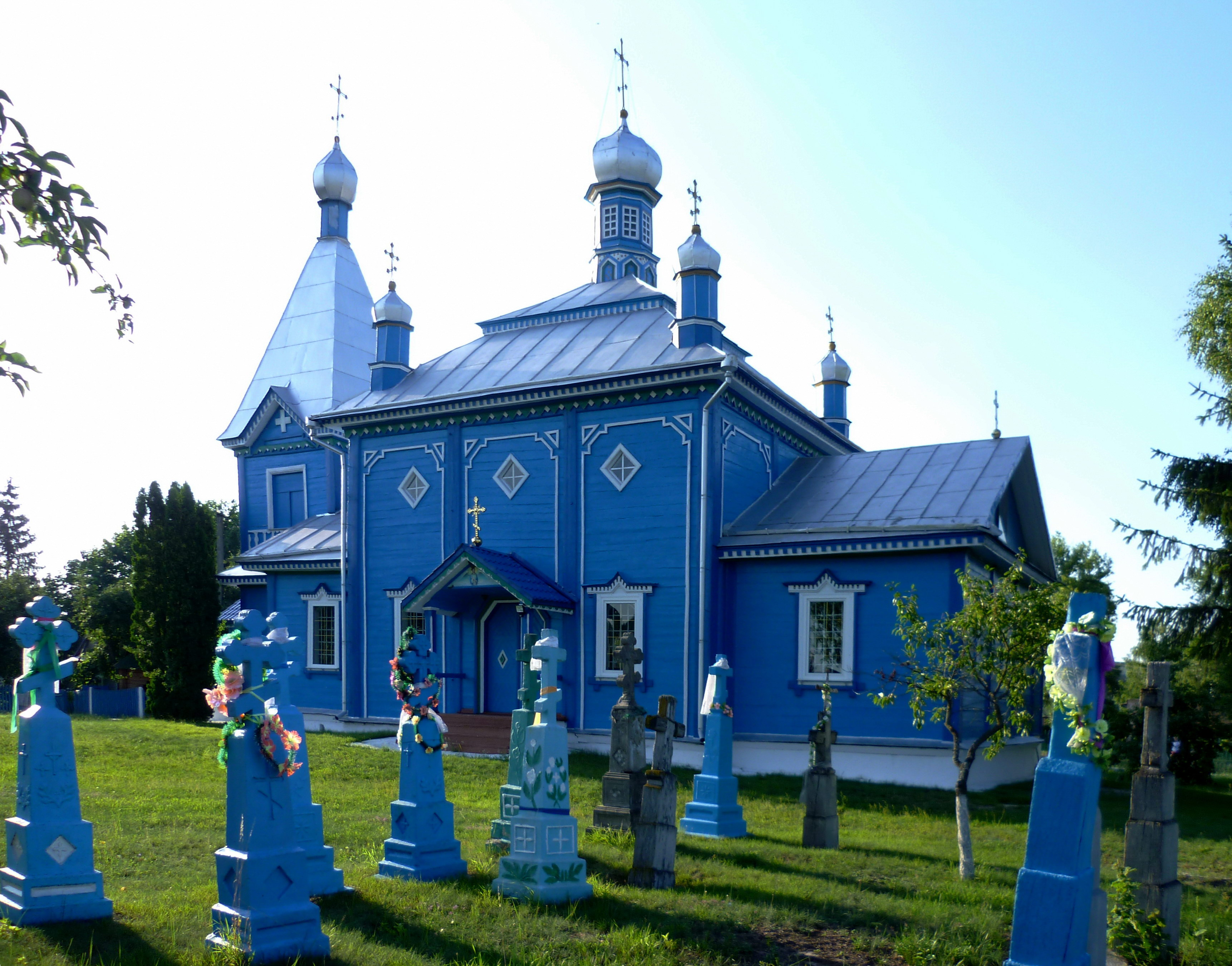
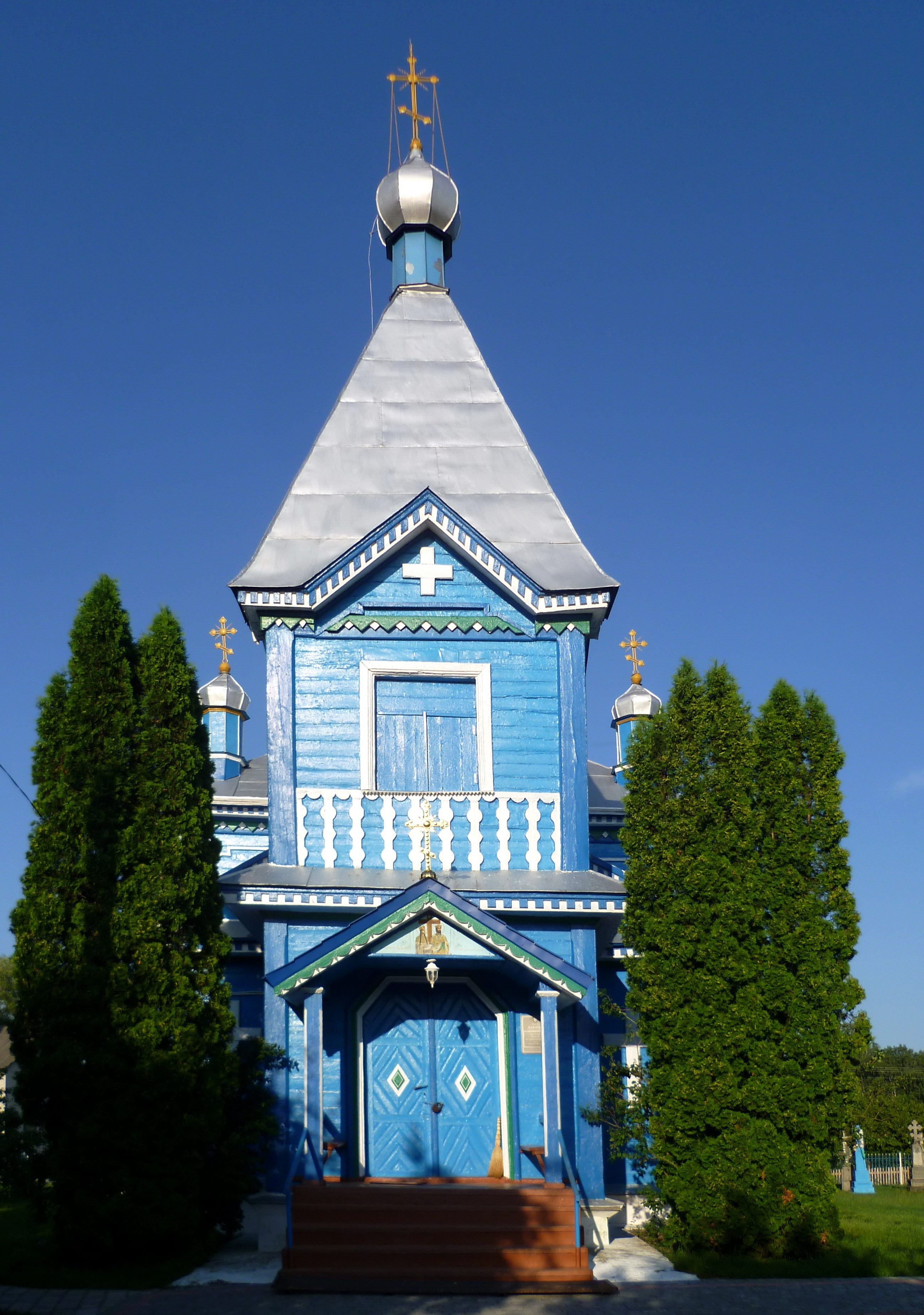
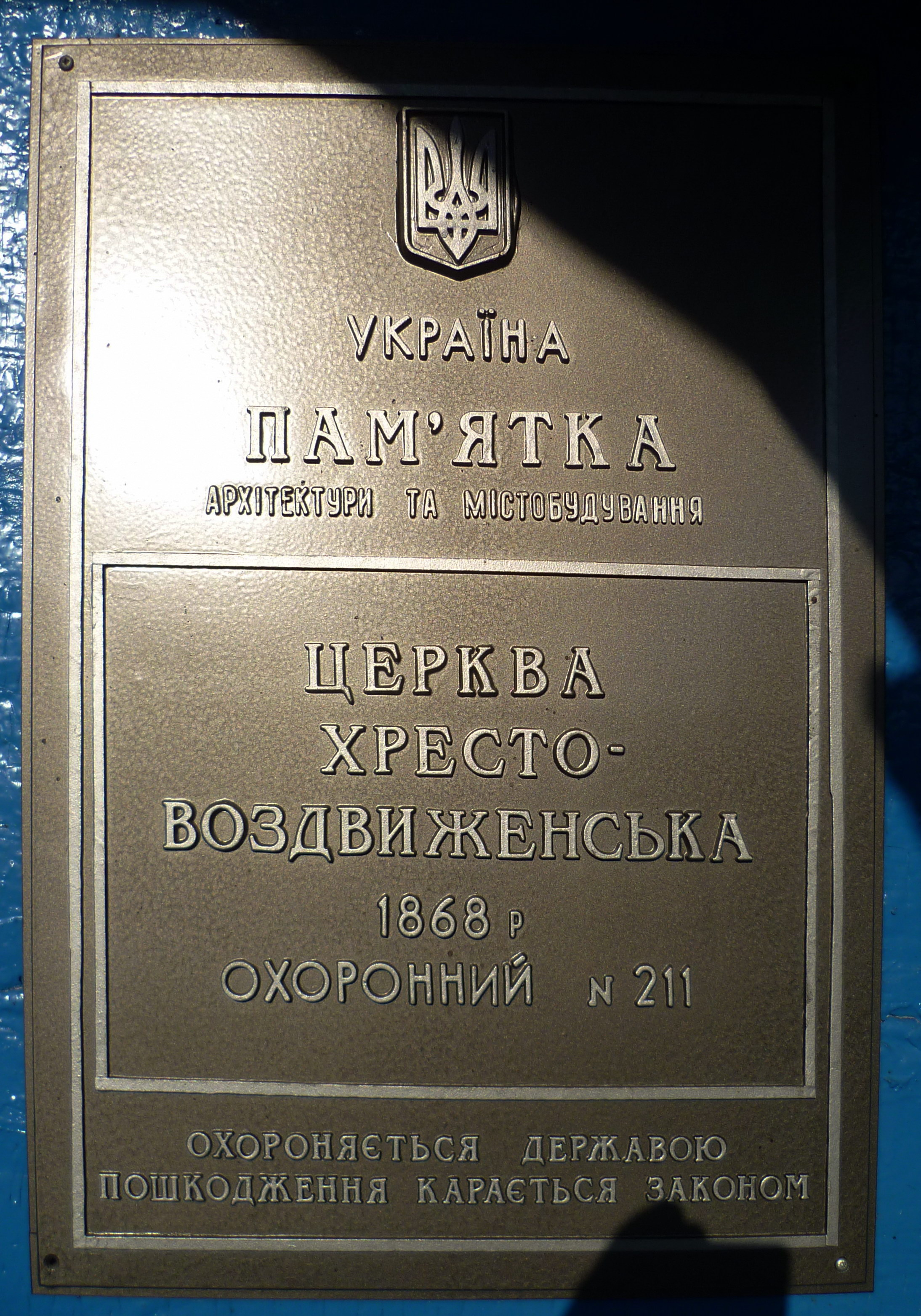